# Thelypteris stegnogrammoides
Thelypteris stegnogrammoides là một loài dương xỉ trong họ Thelypteridaceae. Loài này được Fosb. mô tả khoa học đầu tiên năm 1962.
Danh pháp khoa học của loài này chưa được làm sáng tỏ. 